# Länsväg 322

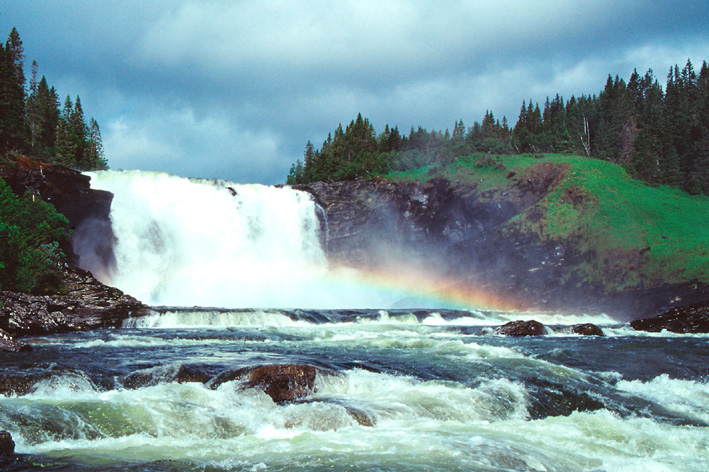
Tännforsen ligger längs vägen.

Länsväg 322 är en primär länsväg i Åre kommun i Jämtlands län i norra Sverige som går mellan byn Staa vid Duved och byn Sandvika vid gränsen till Norge. Vägen kallas lokalt även för Karl Johansvägen eller Skalstuguvägen. Den passerar gränsen till kalfjället och når 625 meters höjd över havet cirka fyra kilometer norr Skalstugan. Det finns inte någon tullstation, vilket gör att gränsen får korsas endast av personer som inte för med sig tullpliktiga varor.

## Historia

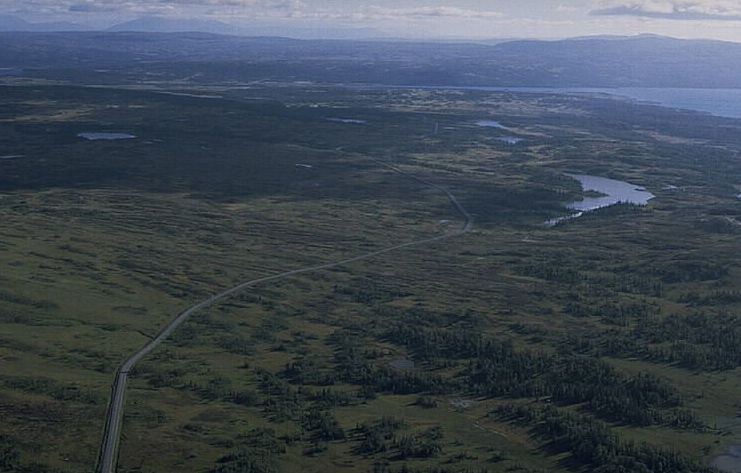
Länsväg 322 strax norr om Skalstugan.

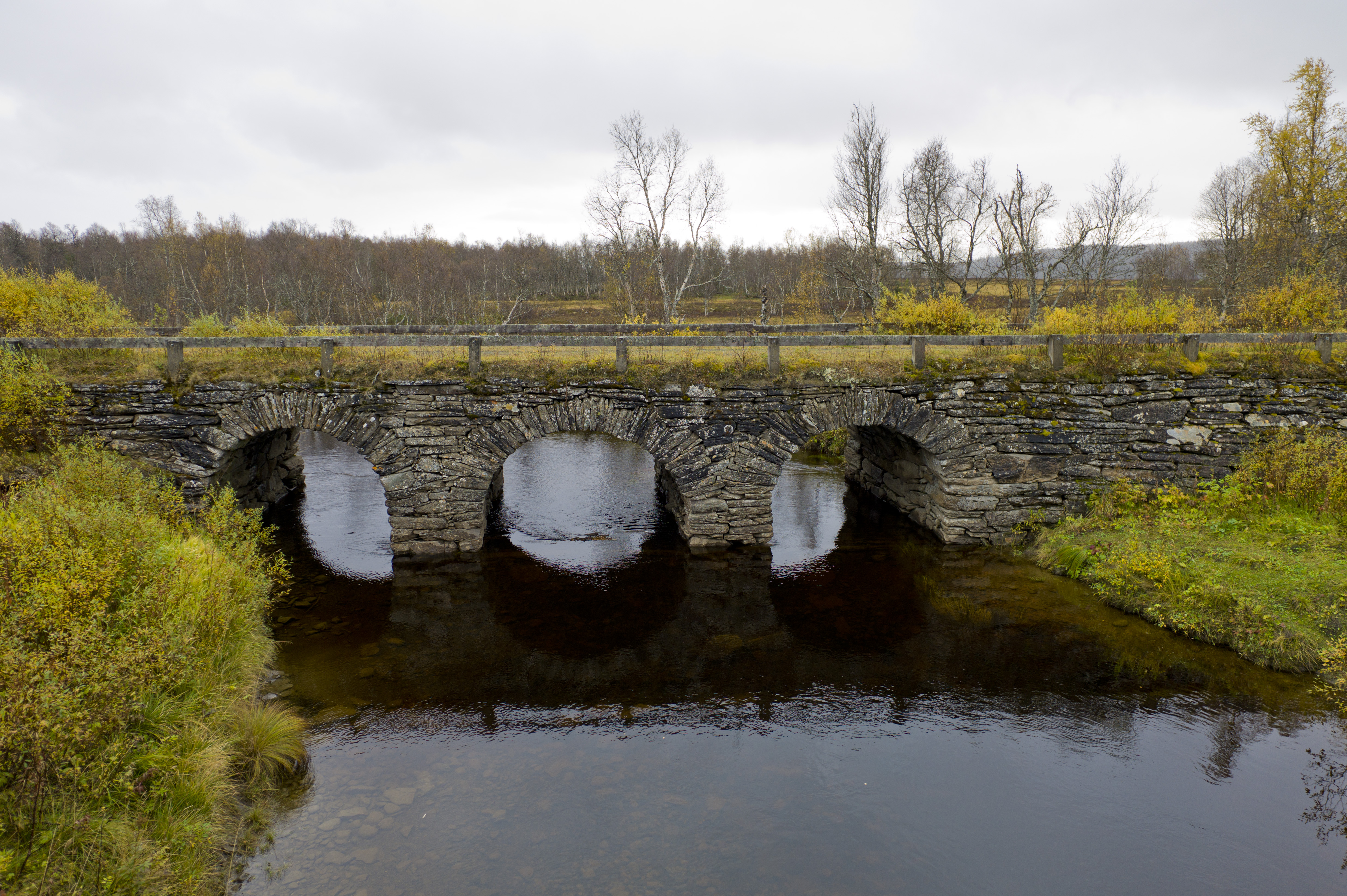
Stenvalvsbron över Asån.

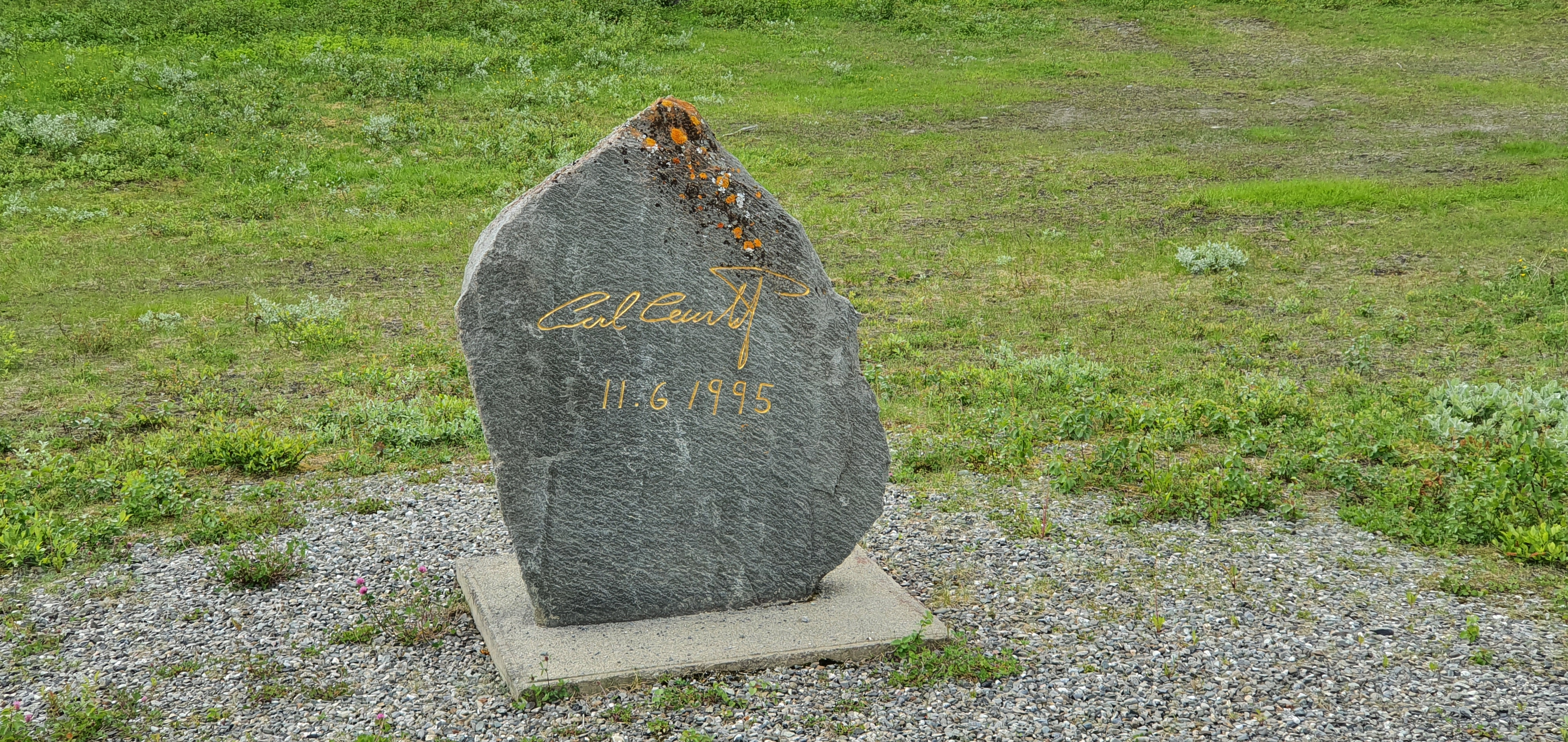
Minnesstenen i Skalstugan från 1995.

Vägen är den gamla huvudvägen mellan Jämtland och Tröndelagen i Norge (Trondheim). Under medeltiden var den en gång- och ridstig. Leden som nu är länsväg 322 har en högsta höjd på 625 meter, vilket var kalfjäll under det kallare klimatet under 1300–1800-talen. En alternativ led var den som använde sjöarna Kallsjön och Anjan, båt på sommaren, eller färd på isen på vintern, och som hade snällare backar och inte nådde kalfjället (520 meters höjd), men som var klart längre, nu kallad länsväg 336.
Att leden har gamla rötter visas av en yxa från omkring år 700 är funnen i Medstugan längs leden. Snorre Sturlasson skriver i Olavs saga om Olav den heliges färd längs leden i juli år 1030 inför Slaget vid Stiklestad.
Den första svenska kartan över området upprättades strax efter att Jämtland blivit svenskt år 1658. Längs vägen fanns då tre fjällstugor markerade; Stalltjärnsstugan, Medstugan och Skalstugan. När Jämtland blivit svenskt inrättades en tullstation i den sista byn före Norge; Skalstugan. Byns betydelse i modern tid verifieras av att tullen var förlagd där från 1700-talet fram till 1958. Tullhuset finns kvar än idag och ligger precis intill Karolinergraven i Skalstugan.
Mellan 1815 och 1835 rustades vägen mellan Duved och Norge upp på order av Karl XIV Johan. Kungen invigde den kraftigt upprustade vägen genom att resa längs den i augusti 1835, och vägen heter än idag Karl Johansvägen. Bland annat hade ett flertal nybyggda broar ersatt äldre träbroar. Flera av dessa stenbroar kan idag fortfarande ses längs vägen.
Kraven på ytterligare åtgärder för att förbättra Karl Johansvägen levde kvar till ungefär 1860-talet då myndigheternas intresse istället riktades mot att få till stånd en järnvägsförbindelse mellan Östersund och Trondheim. 1882 stod järnvägen klar och resandeströmmen via Karl Johansvägen avtog. 
På 1940-talet infördes vägnummer i Sverige och denna väg fick heta länshuvudväg 322. Rikshuvudväg 14 slutade då i Duved, trots att väg 322 var den enda vägen från Östersund till Norge. 1958 byggdes den väg som nu är E14 längre söderut, via Storlien, då blev Karl Johansvägen/Skalstuguvägen en mer betydelselös sidoväg. Vid nummeromläggningen 1962 behöll den sitt nummer och blev länsväg 322. På 1980-talet degraderades denna väg till övrig länsväg eftersom den fortfarande var smal grusväg och man inte ville rusta upp den. 
Ännu i dag har vägen betydelse som kommunikationsled mellan Jämtland och Tröndelag. Mellan åren 1992 och 1994 byggdes vägen om och fick modern standard. Efter ombyggnaden återinvigdes vägen den 11 juni 1995 av kung Carl XVI Gustaf.

## Byar och fjällstugor utefter vägen
- Staa
- Bodsjöedet
- Bodsjöbränna
- Stalltjärnstugan
- Moan
- Medstugan
- Saxvallen
- Skalstugan

## Anslutningar
Vägen ansluter till:
- Europaväg 14 (vid Staa)
- Fylkesväg 72 i Norge (vid Sandvika)
- Länsväg 336 (via norska fylkesväg 72 längs en sju kilometer sträcka)